# 平松伸二
平松 伸二（ひらまつ しんじ、1955年8月22日 - ）は、日本の漫画家。岡山県高梁市出身、東京都葛飾区柴又在住。血液型はO型。代表作に『ドーベルマン刑事』『ブラック・エンジェルズ』『マーダーライセンス牙』など。妻は漫画原作者の安江うに。日本漫画家協会・参与。

## 来歴
中学生の頃から漫画を描き始める。岡山県立高梁高等学校1年生の時に描いた『勝負』（『週刊少年ジャンプ』1971年50号掲載）でデビュー。在学中に5～6本の読み切りが載り、編集者である後藤広喜にスカウトされて上京。中島徳博のアシスタントとして働いたのち、1974年『ドーベルマン刑事』で連載デビュー。
法で裁けない悪党・外道を徹底的に叩き潰す主人公たちの活躍を描いた作品が多い一方、『リッキー台風』（プロレス）や『どす恋ジゴロ』（相撲）といった格闘技漫画も少なからず描いており、両作品ともセクシー描写が多く導入されている。主人公は屈強ながらも中性的な美貌の主として描かれることが多く、『マーダーライセンス牙』ではついに両性具有ヒーローという大胆な趣向に挑んだ。
2015年、『ドーベルマン刑事』連載40周年と『ブラック・エンジェルズ』完結30周年を迎えるにあたり、ケンドーコバヤシが司会を務めるテレビ番組『漫道コバヤシ』（2015年7月21日放送、『祝!「ドーベルマン刑事」連載40周年&「ブラック・エンジェルズ」完結30周年!平松伸二SP』、フジテレビONE）に出演し、製作秘話などを多く語った。
2015年春頃から自身の代表作のイラストに書を融合させた作品を「漫書」と称して発表している。それらの作品は展示会の会場およびネット通販で購入が可能である。
現在在住している葛飾区とコラボし、葛飾区の『わたしの便利帳』表紙や、特殊詐欺警戒啓蒙ポスター・チラシ、特殊詐欺啓蒙ラッピングバスなどの仕事も手がけている。
趣味は格闘技観戦。60歳を超えてからも毎日トレーニングを欠かさず、ボランティア活動にも積極的に取り組むというストイックな一面がある。
デビュー後しばらくまで死神姿のイマジナリーフレンドがおり、外道マンと読んでいたとのこと。ただし、全く本人のためにはならず常にアシスタントや恋人（後の妻）の悪口などを言っていたらしい。

## 作品リスト
- ドーベルマン刑事（原作：武論尊）全29巻
- 新ドーベルマン刑事（原案：武論尊）※『ドーベルマン刑事』の続編
- リッキー台風 全9巻
- リッキー・ザ・レディ ※『リッキー台風』の続編
- ブラック・エンジェルズ 全20巻
- ザ・松田 ブラックエンジェルズ ※『ブラック・エンジェルズ』のスピンオフ作品 全3巻
- ザ・松田 超人最強伝説 ※『ザ・松田 ブラックエンジェルズ』の続編 全2巻
- 大江戸ブラック・エンジェルズ ※『ブラック・エンジェルズ』の時代劇版リブート作品[9] 既刊6巻
- ラブ&ファイヤー 全2巻
- キララ 全1巻、新装版全1巻
- マーダーライセンス牙 全22巻
- マーダーライセンス牙&ブラックエンジェルズ ※マーダーライセンス牙』と『ブラック・エンジェルズ』のクロスオーバー作品 全13巻
- 武闘マン餓王 全1巻
- 愛修羅 ザ レジェンド ※この作品のみ平松伸士名義 全3巻
- 相場師 -シテ-（原作：観月壌） 全5巻
- どす恋ジゴロ 全4巻
- 嗚呼どす恋ジゴロ ※『どす恋ジゴロ』の続編 全2巻
- M8 勇気ある決断（原作：高嶋哲夫） 全1巻
- 東京UWF 全1巻
- 外道坊 全6巻
- 外道坊&マーダーライセンス牙 ※『外道坊』と『マーダーライセンス牙』のクロスオーバー作品。作品終盤に『ブラック・エンジェルズ』の雪藤洋士も登場 全5巻
- モンスターハンター（原作：飯塚幸弘）
- 戦国SANADA紅蓮隊
- 極ラクゴ（原作：安江うに）※初の「夫婦合作」作品
- ミスター★レディー 全1巻
- 男純情鯉太郎 全1巻
- そしてボクは外道マンになる ※自伝漫画 全4巻

### 読切
- モモタロー'87（単行本『モンスターハンター 平松伸二短編集』に収録）

### イラスト提供
- ALICE IN HELL『THOUSAND PEOPLE SWORD KILL』（2019年） - アルバムジャケットを描く。
- トリビアの泉（フジテレビ 2004年） - ファーブルおよび相撲のトリビアの解説にイラストを提供した。

## 師匠
- 中島徳博

## アシスタント
- 猿渡哲也
- 高橋陽一
- 小栗かずまた
- 佐藤智一
- 池田文春
- 城谷間間
- 今谷鉄柱[10]